# Christian Scales
Christian Stephen Scales (* 3. Dezember 1996) ist ein englischer Fußballspieler.

## Karriere
Scales begann seine Karriere bei den Bengeo Tigers. Danach spielte er in der Akademie von Norwich City, die er 2014 in Richtung Crystal Palace verließ. Bei Crystal Palace erhielt er im April 2015 seinen ersten Profivertrag. Im August 2015 wurde er bis Dezember desselben Jahres an den Viertligisten Crawley Town verliehen. Für Crawley debütierte er am vierten Spieltag der Saison 2015/16 im Spiel gegen Cambridge United.